# K7리그 가평
K7리그 가평(K7 League Gapyeong)은 대한민국 경기도 가평군에서 진행되는 축구 대회이다. 대한민국의 축구 리그 시스템 중 7부 리그에 속하는 아마추어 대회이다.

## 역사
2017년에 '디비전7 가평군 리그'라는 이름으로 시작되었다. 2017년 시즌부터 2019년 시즌까지 6개 선수단이 참가했고, 2020년 시즌에는 5개 선수단이 참가했다. 2017년 시즌부터 2018년 시즌까지 70분(전·후반 각 35분) 경기로 진행되었고, 2019년 시즌부터 60분(전·후반 각 30분) 경기로 진행되고 있다.

## 시즌별 결과
| 시즌   | 권역 | 참가 | 우승         | 준우승       | 승격         |
| ------ | ---- | ---- | ------------ | ------------ | ------------ |
| 2017년 | 1개  | 6팀  | 가평 한얼 FC | 가평 조종 FC | 가평 한얼 FC |
| 2018년 | 1개  | 6팀  |              |              |              |
| 2019년 | 1개  | 6팀  |              |              |              |
| 2020년 | 1개  | 5팀  |              |              |              |

## 참고 문헌
- “KFA 통합경기정보 시스템”. 대한축구협회.

## 같이 보기
- K7리그